# Leichtathletik-Länderkampf der Männer 1955 BR Deutschland – Jugoslawien
| 2. Leichtathletik-Länderkampf mit bundesdeutscher Beteiligung 1955 | 2. Leichtathletik-Länderkampf mit bundesdeutscher Beteiligung 1955 |                     |
| ------------------------------------------------------------------ | ------------------------------------------------------------------ | ------------------- |
|                                                                    |                                                                    |                     |
| Ländervergleich der Männer: BR Deutschland – Jugoslawien           |                                                                    |                     |
| Austragungsort                                                     | Augsburg                                                           |                     |
| Wettbewerbe                                                        | 20                                                                 |                     |
| Datum                                                              | 25./26. Juni 1955                                                  |                     |
| 1. FRG 2. YUG                                                      | 118 P 091 P                                                        |                     |
| Chronik                                                            |                                                                    |                     |
| ← SUI-FRG-AUT Straß'lauf (M)                                       | FRG-DNK Gehen (M) →                                                | FRG-DNK Gehen (M) → |

Im zweiten Vergleich des Länderkampfjahres 1955 trafen sich Deutschland und Jugoslawien zum insgesamt vierten Mal. Die Begegnung wurde am 25./26. Juni in Augsburg ausgetragen.

## Wettbewerbe und Modus
Das Programm umfasste zwanzig Disziplinen, aus dem olympischen Wettbewerbskatalog fehlten nur der Marathonlauf, die beiden Gehdisziplinen und der Zehnkampf. Gewertet wurde in den Einzeldisziplinen nach dem üblichen Standard und in den Staffeln mit fünf zu zwei.

## Ergebnis
Acht Disziplinwertungen einschließlich einer Staffel sicherten sich die Leichtathleten aus Jugoslawien, die anderen zwölf Wertungen gingen an die Bundesrepublik Deutschland, die dabei neun Doppelsiege erzielte gegenüber zwei Doppelerfolgen für Jugoslawien. So setzten die bundesdeutschen Leichtathleten sich im vierten Aufeinandertreffen mit diesen Gegner zum vierten Mal durch und gewannen am Ende mit 118 zu 91 Punkten.

## Legende
Kurze Übersicht zur Bedeutung der Symbolik – so üblicherweise auch in sonstigen Veröffentlichungen verwendet:
| DNF | nicht im Ziel (did not finish) |
| DSQ | disqualifiziert                |
| NMH | keine Höhe (No Mark)           |
| ogV | ohne gültigen Versuch          |

## Resultat

### 100 m
| Platz | Athlet            | Land | Zeit (s) |
| ----- | ----------------- | ---- | -------- |
| 1     | Heinz Fütterer    | FRG  | 10,7     |
| 2     | Leonhard Pohl     | FRG  | 10,8     |
| 3     | Stanko Lorger     | YUG  | 10,9     |
| 4     | Slavko Dragasević | YUG  | 11,2     |

Datum: 25. Juni

### 200 m
| Platz | Athlet          | Land | Zeit (s) |
| ----- | --------------- | ---- | -------- |
| 1     | Heinz Fütterer  | FRG  | 21,6     |
| 2     | Carl Kaufmann   | FRG  | 21,9     |
| 3     | Bruno Oslaković | YUG  | 22,4     |
| 4     | Petar Pecelj    | YUG  | 22,7     |

Datum: 26. Juni

### 400 m
| Platz | Athlet            | Land | Zeit (s) |
| ----- | ----------------- | ---- | -------- |
| 1     | Kurt Bonah        | FRG  | 48,0     |
| 2     | Manfred Poerschke | FRG  | 49,2     |
| 3     | Miloje Grujić     | YUG  | 49,4     |
| 4     | Zvanko Sabolović  | YUG  | 50,5     |

Datum: 25. Juni

### 800 m
| Platz | Athlet                | Land | Zeit (min) |
| ----- | --------------------- | ---- | ---------- |
| 1     | Hans-Walter Friedrich | FRG  | 1:53,1     |
| 2     | Dragutin Hočevar      | YUG  | 1:53,6     |
| 3     | Edmund Brenner        | FRG  | 1:53,6     |
| 4     | Andrej Vipotnić       | YUG  | 1:54,3     |

Datum: 26. Juni

### 1500 m
| Platz | Athlet          | Land | Zeit (min) |
| ----- | --------------- | ---- | ---------- |
| 1     | Olaf Lawrenz    | FRG  | 3:53,2     |
| 2     | Günter Dohrow   | FRG  | 3:54,2     |
| 3     | Veliša Mugoša   | YUG  | 3:55,4     |
| 4     | Strecko Radisić | YUG  | 4:01,4     |

Datum: 25. Juni

### 5000 m
| Platz | Athlet           | Land | Zeit (min) |
| ----- | ---------------- | ---- | ---------- |
| 1     | Dragomir Stritof | YUG  | 14:30,2    |
| 2     | Heinz Laufer     | FRG  | 14:47,5    |
| 3     | Max Rentsch      | FRG  | 15:06,4    |
| 4     | Zdravko Ceraj    | YUG  | 15:16,4    |

Datum: 26. Juni

### 10.000 m
| Platz | Athlet            | Land | Zeit (min) |
| ----- | ----------------- | ---- | ---------- |
| 1     | Franjo Mihalić    | YUG  | 30:46,4    |
| 2     | Siegfried Steller | FRG  | 31:36,2    |
| 3     | Domika Cetinić    | YUG  | 31:44,2    |
| 4     | Hermann Eberlein  | FRG  | 32:08,4    |

Datum: 25. Juni

### 110 m Hürden
| Platz | Athlet              | Land | Zeit (s) |
| ----- | ------------------- | ---- | -------- |
| 1     | Stanko Lorger       | YUG  | 14,6     |
| 2     | Bert Steines        | FRG  | 14,8     |
| 3     | Karl-Ernst Schottes | FRG  | 15,0     |
| 4     | Joze Puč            | YUG  | 15,5     |

Datum: 25. Juni

### 400 m Hürden
| Platz | Athlet           | Land | Zeit (s) |
| ----- | ---------------- | ---- | -------- |
| 1     | Kurt Bonah       | FRG  | 53,4     |
| 2     | Wolfgang Fischer | FRG  | 53,8     |
| 3     | Subancić         | YUG  | 55,8     |
| 4     | Sabatić          | YUG  | 56,6     |

Datum: 26. Juni

### 3000 m Hindernis
| Platz | Athlet             | Land | Zeit (min) |
| ----- | ------------------ | ---- | ---------- |
| 1     | Helmut Thumm       | FRG  | 9:07,6     |
| 2     | Günter Heßelmann   | FRG  | 9:15,2     |
| 3     | Djordje Stefanović | YUG  | 9:37,6     |
| 4     | Jeremić            | YUG  | 9:50,4     |

Datum: 26. Juni

### 4 × 100 m Staffel
| Platz | Besetzung      | Land                                                   | Zeit (s) |
| ----- | -------------- | ------------------------------------------------------ | -------- |
| 1     | BR Deutschland | Leonhard Pohl Carl Kaufmann Heinz Fütterer Adolf Kluck | 41,6     |
| DNF   | Jugoslawien    | Slavko Dragasevic Petar Pecelj Unger Bruno Oslakovic   |          |

Datum: 25. Juni
Beim dritten und letzten Wechsel verlor das jugoslawische Team den Stab.

### 4 × 400 m Staffel
| Platz | Besetzung      | Land                                                          | Zeit (min) |
| ----- | -------------- | ------------------------------------------------------------- | ---------- |
| 1     | Jugoslawien    | Dovijanik Dragutin Hočevar Miloje Grujić Zvanko Sabolović     | 3:25,0     |
| DSQ   | BR Deutschland | Hans-Jörg Becker Manfred Poerschke Olaf Lawrenz Helmut Dreher |            |

Datum: 26. Juni
Deutschlands Disqualifikation erfolgte wegen Verlassens der Bahn vor dem ersten Wechsel

### Hochsprung
| Platz | Athlet            | Land | Höhe (m) |
| ----- | ----------------- | ---- | -------- |
| 1     | Vlado Marjanović  | YUG  | 2,03     |
| 2     | Hans-Jürgen Jenss | FRG  | 2,03     |
| 3     | Werner Bähr       | FRG  | 1,90     |
| 4     | Boscović          | YUG  | 1,85     |

Datum: 25. Juni

### Stabhochsprung
| Platz | Athlet           | Land | Höhe (m) |
| ----- | ---------------- | ---- | -------- |
| 1     | Milan Milakov    | YUG  | 4,20     |
| 2     | Leon Lukmann     | YUG  | 4,00     |
| 3     | Julius Schneider | FRG  | 3,80     |
| NMH   | Artur Brauß      | FRG  | ogV      |

### Weitsprung
| Platz | Athlet             | Land | Weite (m) |
| ----- | ------------------ | ---- | --------- |
| 1     | Manfred Molzberger | FRG  | 7,09      |
| 2     | Branko Miler       | YUG  | 6,96      |
| 3     | Rade Radovanović   | YUG  | 6,91      |
| 4     | Walter Bolay       | FRG  | 6,84      |

Datum: 25. Juni

### Dreisprung
| Platz | Athlet              | Land | Weite (m) |
| ----- | ------------------- | ---- | --------- |
| 1     | Theo Strohschnieder | FRG  | 14,86     |
| 2     | Kurt Trozowski      | FRG  | 14,31     |
| 3     | Branko Milovanović  | YUG  | 14,25     |
| 4     | Rade Radovanović    | YUG  | 14,17     |

Datum: 26. Juni

### Kugelstoßen
| Platz | Athlet             | Land | Weite (m) |
| ----- | ------------------ | ---- | --------- |
| 1     | Hermann Lingnau    | FRG  | 15,93     |
| 2     | Karl-Heinz Wegmann | FRG  | 15,58     |
| 3     | Drago Skitjović    | YUG  | 15,29     |
| 4     | Petar Šarčević     | YUG  | 14,93     |

Datum: 25. Juni

### Diskuswurf
| Platz | Athlet             | Land | Weite (m) |
| ----- | ------------------ | ---- | --------- |
| 1     | Vitomir Krioskapić | YUG  | 47,98     |
| 2     | Heinz Rosendahl    | FRG  | 47,59     |
| 3     | Josef Hipp         | FRG  | 45,53     |
| 4     | Zeliko Mandić      | YUG  | 44,71     |

Datum: 25. Juni

### Hammerwurf
| Platz | Athlet        | Land | Weite (m) |
| ----- | ------------- | ---- | --------- |
| 1     | Ivan Gubijan  | YUG  | 58,12     |
| 2     | Rudolf Galin  | YUG  | 55,29     |
| 3     | Hugo Ziermann | FRG  | 55,18     |
| 4     | Heinz Prechtl | FRG  | 53,83     |

Datum: 26. Juni

### Speerwurf
| Platz | Athlet            | Land | Weite (m) |
| ----- | ----------------- | ---- | --------- |
| 1     | Heinrich Will     | FRG  | 66,81     |
| 2     | Hermann Rieder    | FRG  | 65,89     |
| 3     | Marjan Kipitar    | YUG  | 59,88     |
| 4     | Miloslav Pavlavić | YUG  | 59,49     |

Datum: 26. Juni